# 津嘉山憲志郎
津嘉山 憲志郎（つかやま けんしろう、2006年7月24日 - ）は、沖縄県沖縄市出身のプロ野球選手（投手・育成選手）。右投右打。福岡ソフトバンクホークス所属。

## 経歴

### プロ入り前
幼稚園から美東ドラゴンズで野球を始め、沖縄市立美東中学校時代は軟式野球部に所属。当時から硬式で148km/hを計測していた。
中学卒業後に地元を離れ、神戸国際大学附属高校に進学。1年夏からメンバー入りし、ロングリリーフもこなす守護神として兵庫県大会準優勝を飾る。1年秋から先発に転向。2年夏の県大会では、センバツ準優勝校の報徳学園高校相手に9回8安打9奪三振で勝利を収めた。しかし、2年秋（2023年11月）に受けたトミー・ジョン手術の影響で3年時は登板なしに終わる。春夏通じて甲子園大会出場の経験はない。2024年9月8日にプロ志望届を提出。
2024年10月24日に行われたドラフト会議で福岡ソフトバンクホークスから育成7位指名を受けた。11月30日に支度金300万円、年俸360万円（金額は推定）で契約合意。背番号は137。

## 選手としての特徴
最速148km/hのストレートと精密なコントロールが武器。

## 人物
- 兄の廉人はラグビーユニオンの選手でリーグワンガー[9]（三菱重工相模原ダイナボアーズ所属）。

## 詳細情報

### 背番号
- 137（2025年[8] - ）